# Maison zum roten isen
La maison zum roten Isen est un monument situé à Colmar, dans le département français du Haut-Rhin.

## Localisation
L'édifice est situé Grand-Rue à Colmar.

## Historique
Entre 1392 et 1455, l'édifice est connu sous le nom « zum Kubler » (au baquetier).
Tout le pâté de maisons servira de dépôt de sel aux XVIe et XVIIe siècles.
Elle devient une auberge à partir de 1895.
La maison prend successivement les noms de « Café de la victoire » après la Première Guerre mondiale, « zum roten Isen » (au fer rouge) et « zum grünen Wald » (à la forêt verte) après la Seconde Guerre mondiale.
Le chef Patrick Fulgraff y a travaillé entre 1970 et 2006, obtenant une étoile au guide Michelin.